# 翠綠龍舌蘭
翠綠龍舌蘭（學名：Agave attenuata）又稱翡翠盤、狐尾龍舌蘭，為龍舌蘭屬植物，分佈在墨西哥。

## 形態
多年生植物，有明顯的莖，莖長25至50公分，灰白至灰褐色，徑約10至13公分，綠色肉質葉大而肥厚，柔軟，邊緣無刺，頂端有硬刺尖。花莖粗壯高大，有分枝；花稠密排列成頂生圓錐花序，只開花一次，開花後死亡。

## 分布
翠綠龍舌蘭原產於墨西哥哈利斯科州東部。

## 種植
翠綠龍舌蘭喜陽光亦稍耐陰，但最好陽光充足而土壤排水良好的地方種植，光強度突然變化會令葉焦枯。夏季生長期可增加澆水，相反在冬季休眠期應減少澆水。溫度應保持在攝氏10至13度，低於攝氏0度會造成損害。